# Сильвандир (роман)
«Сильвандир» (фр. Sylvandire) — историко-приключенческий роман Александра Дюма-отца, написанный им совместно с Огюстом Маке и опубликованный в 1843 году в газете "La Presse" с 03.01 по 25.02.1843. Его действие происходит в начале XVIII века. Позже Дюма создал по мотивам романа одноимённую пьесу (1845).

## Сюжет
Действие романа происходит во Франции в 1708—1715 годах, в последние годы правления Людовика XIV. Главный герой — бедный провинциальный дворянин Роже Танкред д’Ангилем, который влюбляется в Констанс де Безри из более богатой семьи, но не может на ней жениться. Он отправляется в столицу, чтобы добиться наследства после смерти богатого родственника, виконта де Бузнуа. Ради победы в тяжбе Роже женится на дочери одного из судей, девушке по имени Сильвандир. Та оказывается красавицей, но вскоре отношения между супругами портятся. Роже оказывается в тюрьме по неизвестной ему причине. Выйдя на свободу спустя год благодаря помощи друзей, он понимает, что виновницей его заключения была жена.
Во время путешествия в Прованс Роже продаёт Сильвандир пиратам и объявляет, что она утонула. Став богатым вдовцом, он женится на Констанс. Сильвандир снова появляется в финале романа, выдавая себя за рабыню персидского посла, и пытается шантажировать мужа, но терпит неудачу: друг Роже выясняет, что посол ненастоящий, и тому приходится скрыться вместе с Сильвандир.

## Создание и оценки
«Сильвандир» стала вторым романом, написанным Александром Дюма совместно с Огюстом Маке (после «Шевалье д’Арманталя»). Литературоведы констатируют, что сюжет этой книги проработан менее детально, но содержит многие составляющие, которые в дальнейшем проявятся в романах Дюма во всём блеске. Это мужская дружба, несправедливое заключение в тюрьму, продуманная месть и др. Источниками фактического материала для авторов стали «Мемуары графа де Рошфора» и «Мемуары маркизы де Френ», принадлежащие перу Гасьена де Куртиля де Сандра.
От более поздних романов «Сильвандир» отличается медленным и довольно искусственным развитием сюжета в начале. Постепенно динамика меняется, действие становится по-настоящему драматичным, контрастируя с беззаботным настроением главных героев в ряде эпизодов. Образы Констанс и Сильвандир становятся ранними примерами двух стереотипных женских характеров, появляющихся затем во многих романах Дюма-отца. Существует мнение, что Сильвандир — «одиозный и особо оригинальный образ коварной интриганки» и что Роже Танкред явным образом нарушает правила чести, женившись на ней.
В 1845 году Дюма совместно с Адольфом де Лёвеном и Луи-Эмилем Вандербурхом написал по мотивам романа одноимённый водевиль. В пьесе нет Констанс, Сильвандир оказывается такой же жертвой чужих козней, как Роже, и в финале супруги, избежавшие всех опасностей, примиряются.